# Ivrea
Ivrea (piemontès Ivrèja) és una ciutat d'Itàlia a la regió del Piemont, a la ciutat metropolitana de Torí. El seu terme té 30 km² i la ciutat té uns 25.000 habitants. Es troba a 253 metres sobre el nivell del mar. El patró de la ciutat és Sant Sabí que se celebra el 7 de juliol. L'any 2018 fou declarada com a Patrimoni de la Humanitat per la UNESCO.
Els seus monuments més destacats són el Castello delle Quattro Torrri, el convent de Sant Bernadí i la catedral.

## Història
Eporedia (en llatí Eporedia, en grec antic va ser una ciutat important de la Gàl·lia Cisalpina, al peu dels Alps, a la vora del riu Duria, a la gran vall dels salasses (avui Vall d'Aosta). Va ser una colònia romana que segons diu Vel·lei Patercul va ser fundada als voltants de l'any 100 aC, per controlar la vall i protegir les planes dels salasses i dominava els dos passos principals d'accés a la vall. Segons Plini el Vell va ser construïda seguint les indicacions dels llibres sibil·lins. El seu nom derivaria, segons Plini, d'una paraula celta que vol dir «domador de cavalls».
Fins que el salasses no van ser dominats en temps d'August no es va convertir en una ciutat prospera. Ni Plini el vell ni Claudi Ptolemeu li donen el títol de colònia, però si l'esmenten com a ciutat important i Tàcit diu que era una de les ciutats més grans de la província al nord del Padus (Po). L'any 43 aC Dècim Juni Brut Albí la va ocupar després de la batalla de Mutina, abans de travessar els Alps amb el seu exèrcit. Encara era una ciutat rellevant al segle iv. La van ocupar els hèruls, amb Odoacre, el 476 i els ostrogots des del 491.
Reconquerida per l'Imperi Romà d'Orient l'any 538, segons diu la Notitia Dignitatum, va passar als llombards el 568. Amb els llombards era la seu d'un dels ducats, del que es coneix només al duc Guntig. El seu nom es va transformar en Ivrea. El 774 va passar als francs i va ser un dels comtats del regne d'Itàlia.
Cap a l'any 1000 el poder a la ciutat havia passat als bisbes. El 1001, quan era bisbe Warmond la va ocupar Arduí d'Ivrea que el 1002 va ser elegit rei d'Itàlia a Pavia, en contra del desig de l'emperador Otó III. El govern va seguir en mans dels seus bisbes. Al segle xii els bisbes es van enfrontar amb els marquesos de Montferrat i això va afavorir l'increment de poder del comú d'Ivrea i Canavese. El 1238 l'emperador Frederic II la va declarar feu imperial però es va mantenir el domini del bisbe. Montferrat la va ocupar el 1266 per un temps breu i després el 1278 fins al 1310. Va ser un feu imperial que va passar a Savoia l'any 1313.
A la meitat de segle es va produir la revolta de camperols dirigida per Facino Cane, anomenat "Tuchinaggio", i finalment es va reconèixer el domini al comte de Savoia Verde el 1356. Va ser ocupada per França del 1536 al 1537, el 1544 i del 1554 al 1559. Va estar sota domini de Tomàs Francesc de Savoia Carignan, general imperial, del 1638 al 1648 i França la va ocupar altra vegada del 1704 al 1706, i per darrer cop el 1798. El 26 de maig de 1800 hi va ser Napoleó. Savoia la va recobrar l'any 1814.

## Personatges il·lustres
- Roberto Accornero, actor
- Severino Caveri, president de la Vall d'Aosta